# Neobisium bosnicum ondriasi
Neobisium bosnicum ondriasi es una subespecie de arácnido del orden Pseudoscorpionida de la familia Neobisiidae.

## Distribución geográfica
Se encuentra en Grecia.